# 馮審
冯审（？—？），字退思，唐朝婺州东阳县（今浙江省东阳市）人，冯智戴之孙，冯子郁之子，冯宿从弟。
唐德宗贞元十二年（796年）冯审登进士第，辟于节度使府。入朝为监察御史，官至兵部郎中。唐文宗开成三年（838年），担任谏议大夫。开成四年（839年）九月，出为桂州刺史、桂管观察使。后来入朝为国子祭酒。国子监有《孔子碑》，武则天所立，唐睿宗篆额有“大周”两字。冯审请琢去伪号，恢复“大唐”字，皇帝同意了。唐懿宗咸通年间，在秘书监任上去世。冯审弟冯宽，子冯缄，以进士擢第，知名于当时。